# Calcena
Calcena è un comune spagnolo di 99 abitanti situato nella comunità autonoma dell'Aragona.